# Gran Premio de la Región de Hradec Králové
El Gran Premio de la Región de Hradec Králové (oficialmente: Grand Prix Královéhradeckého kraje) es una carrera ciclista que tiene lugar en la región de ese nombre, en la República Checa.
Se creó en 2012 y desde entonces forma parte del UCI Europe Tour, dentro de la categoría 1.2 (última categoría del profesionalismo en carreras de un día).

## Palmarés
| Año  | Ganador        | Segundo          | Tercero        |
| ---- | -------------- | ---------------- | -------------- |
| 2012 | Martin Hačecký | Vitaliy Popkov   | Enrico Franzoi |
| 2013 | Petr Vakoč     | Josef Hošek      | Luka Pibernik  |
| 2014 | Paweł Cieślik  | Markus Hoelgaard | Jan Hirt       |

## Palmarés por países
| País            | Victorias |
| --------------- | --------- |
| República Checa | 2         |
| Polonia         | 1         |